# ورزشگاه بهنام محمدی

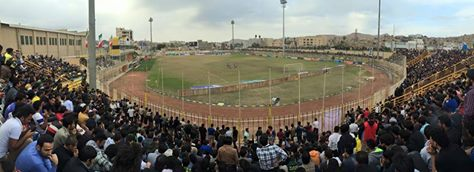
نمایی از استادیوم مسجد سلیمان

ورزشگاه مسجد سلیمان ، یک ورزشگاه چند منظوره واقع در شهر مسجدسلیمان در استان خوزستان است و زمین اصلی باشگاه فوتبال نفت مسجدسلیمان است که در لیگ برتر فوتبال ایران بازی می‌کند.